# 伊汤安
伊汤安（？—？），正白旗人，是一名清朝政治人物。
伊汤安曾于1793年接替李廷敬任松江府知府一职，1794年由许兆椿接任。